# ليندا ميلر (مجدفة)
ليندا ميلر (بالإنجليزية: Linda Miller)‏ هي مجدفة أمريكية، ولدت في 16 أكتوبر 1972 في واشنطن العاصمة في الولايات المتحدة.

## وصلات خارجية
- ليندا ميلر على موقع الاتحاد الدولي للتجديف (الإنجليزية)
- ليندا ميلر على موقع اللجنة الأولمبية الدولية (الإنجليزية)
- ليندا ميلر على موقع أوليمبيديا (الإنجليزية)